# Lonja de Perpiñán
La Lonja de Perpiñán es una construcción del gótico civil mediterráneo edificada en el siglo XIV. 
En 1388, Juan I de Aragón crea un "consulado del mar" destinado a reglamentar y favorecer el negocio de Perpiñán, esencialmente basado sobre el comercio marítimo. En 1397 la primera lonja del mar es construida en el estilo gótico. Entonces sólo cuenta cuatro arcos que serán prolongados por dos similares en 1540, dos años después de la entrada triunfal de Carlos V en Perpiñán. Una placa conmemorativa empotrada entre las dos nuevas arcadas es testigo de este ensanchamiento: «reinante gloriosamente en España, Carlos Quinto, Emperador de Roma, así como los honorables cónsules del mar Honrat Fomer, burgués, y Francesc Matas, mercader, la otra parte fue realizada, el año 1540 de la redención cristiana».
En el siglo XVIII, el Mariscal de Mailly, gobernador del Rosellón, transforma la lonja del mar en teatro, convirtiéndose en posta después de la Revolución francesa. Por fin, el año 1841, el ayuntamiento de Perpiñán recupera el edificio y en 1842, el café de Francia se instala allí. La copia de la antigua bandera de ángulo, símbolo del comercio marítimo de la villa, fue fijada en este periodo. 
Desde la Edad Media, la plaza de la Lonja ocupa el centro vital de Perpiñán con la presencia de los diferentes poderes locales: la Bolsa de los Mercaderes o Lonja del Mar, la Casa de la Villa y el Palacio de la Diputación. 